# Great Ellingham
Great Ellingham – wieś w Anglii, w hrabstwie Norfolk, w dystrykcie Breckland. Leży 25 km na południowy zachód od Norwich i 137 km na północny wschód od Londynu.
W 2001 miejscowość liczyła 1108 mieszkańców.